# Haliplus wehnckei
Haliplus wehnckei ist ein Käfer aus der Familie der Wassertreter (Haliplidae). 

## Merkmale
Die Käfer erreichen eine Körperlänge von 2,5 bis 3 Millimetern. Ihr Körper ist länglich oval und rostgelb bis rostrot gefärbt. Die Deckflügel sind hinter den Schultern am breitesten, sind nach hinten jedoch allmählich gerundet verjüngt. Sie tragen schwarze Streifen auf den Punktreihen. Die Deckflügel sind beim Männchen glänzend und am Grunde glatt, bei den Weibchen sind sie an der hinteren Hälfte sehr fein chagriniert und deshalb nicht glänzend. Der Prosternalfortsatz zwischen den Hüften der Vorderbeine ist flach als Rinne ausgebildet, da die Ränder etwas erhöht sind. Der Prothorax ist flach. Der Halsschild trägt mittig zwischen den Basalsticheln einen deutlichen, allmählich unterbrochenen, neben den Stricheln dichter punktierten Quereindruck.

## Vorkommen und Lebensweise
Die Art ist in Nord- und Mitteleuropa, östlich bis nach Sibirien und in die Mongolei verbreitet. Die Tiere leben in sauberen, stehenden und langsam fließenden Gewässern.